# Stadio BBVA
Lo stadio BBVA (in spagnolo Estadio BBVA), precedentemente conosciuto come stadio BBVA Bancomer, è uno stadio messicano di Guadalupe, città del Nuevo León, di proprietà del gruppo alimentare FEMSA, che possiede la squadra di calcio del Monterrey.
Soprannominato el Gigante de Acero (spagnolo per "il gigante d'acciaio"), è stato inaugurato nel 2015 e ha rimpiazzato lo stadio Tecnologico quale sede delle partite del Monterrey, che per 63 anni aveva giocato al Tecnologico.
Lo stadio è classificato come livello argento della Leadership in Energy and Environmental Design, sistema statunitense di classificazione dell'efficienza energetica; è il primo impianto sportivo a godere di questa certificazione in Nordamerica.

## Storia
Progettato dallo studio internazionale di architettura Populous insieme con lo studio messicano VFO, diretti rispettivamente dagli architetti David Lizarraga e Federico Velasco, l'impianto, del costo di 200 milioni di dollari, fu edificato a partire dall'agosto 2011 e fu completato nel luglio 2015. Il progetto di costruzione dello stadio fu ostacolato da associazioni ambientaliste, che stigmatizzarono l'opera di disboscamento di 24,5 ettari richiesta dai lavori, su un'area protetta che ospitava 106 specie animali, di cui 8 a rischio estinzione, come l'amazzone testagialla.
L'impianto fu inaugurato il 2 agosto 2015 con la partita tra Monterrey e Benfica, valida per la Eusébio Cup e vinta dai padroni di casa per 3-0. Con una capienza di 51 000 posti, è divenuto il quarto stadio più capiente del Messico e, al momento dell'apertura, era lo stadio più costoso mai realizzato nel paese. La capienza fu ulteriormente aumentata, arrivando a 53 500 posti nel 2016.

## Altri utilizzi
Il 15 febbraio 2017 lo stadio ha ospitato un concerto di Justin Bieber, seguito da 51 000 spettatori.